# Leon Robinson
Preston Robinson IV Leon (New York, 8 marzo 1962) è un attore e cantante statunitense, conosciuto semplicemente come Leon. Esordì come attore nel 1981.

## Biografia

### Vita privata
Leon nacque a Manhattan (New York) come figlio unico e visse in una classe di ceto medio del quartiere suburbano di Mount Vernon. Si trasferì a Los Angeles per praticare il basketball nella Loyola Marymount University, prima della sua carriera da attore.

## Filmografia

### Cinema
- Il ribelle (All The Right Moves), regia di Michael Chapman (1983)
- Sole Survivor, regia di Thom Eberhardt (1983)
- The Flamingo Kid, regia di Garry Marshall (1984)
- Prostituzione (Streetwalkin), regia di Joan Freeman (1985)
- I 5 della squadra d'assalto (Band of the Hand), regia di Paul Michael Glaser (1986)
- Padre Clemence (The Father Clemence Story), regia di Edwin Sherin (1987)
- The Lawless Land, regia di Jon Hess (1988)
- Colors - Colori di guerra (Colors), regia di Dennis Hopper (1988)
- Cliffhanger - L'ultima sfida (Cliffhanger), regia di Renny Harlin (1993)
- Cool Runnings - Quattro sottozero (Cool Runnings), regia di Jon Turteltaub (1993)
- Donne - Waiting to Exhale (Waiting to Exhale), regia di Forest Whitaker (1995)
- Il prezzo dell'amore (The Price of Kissing), regia di Vince DiPersio (1997)
- Buffalo Soldiers, regia di Gregor Jordan (2001)

### Televisione
- Oz, serie tv, 6 episodi (1997-2003)
- The Temptations, miniserie TV, 2 episodi (1998)
- Little Richard, regia di Robert Townsend (2000), film TV

## Doppiatori italiani
Nelle versioni in italiano delle opere in cui ha recitato, Leon Robinson è stato doppiato da:
- Vittorio De Angelis in Cool Runnings - Quattro sottozero
- Gaetano Varcasia in Oz (st.1)
- Simone Crisari in Oz (ep. 6x01)
- Stefano Mondini in Cliffhanger - L'ultima sfida
- Massimo Bitossi in City on a Hill
- Roberto Draghetti in Blue Bloods
- Saverio Indrio in Resurrection Blvd.
- Edoardo Stoppacciaro in Cliffhanger - L'ultima sfida (ridoppiaggio)